# سنحان (روستا)
سنحان (در عربی:  السَنحان )
نام روستایی است در دهستان المَذبَح از توابع استان لَحِج در کشور یمن در شبه جزیره عربستان.

## جمعیت
جمعیت آن (۵۵) نفر (۷ خانوار) می‌باشد.